# Raga, Nam Sudan
Raga hay Raja là một thị trấn ở Nam Sudan, thuộc bang Tây Bahr el Ghazal. Dân số thị trấn được ước tính là khoảng 3.700 vào năm 2010.

## Địa lý
Thị trấn nằm ở quận Raga, bang Tây Bahr el Ghazal, gần biên giới quốc tế với Cộng hòa Sudan và Cộng hòa Trung Phi. Nó cách thành phố Wau khoảng 300 km, và cách thủ đô Juba khoảng 950 km về phía tây bắc. Raga nằm trên độ cao 545 m so với mực nước biển.

### Khí hậu
Raga có khí hậu xavan (phân loại khí hậu Köppen Aw).
| Dữ liệu khí hậu của Raga (1961–1990)     | Dữ liệu khí hậu của Raga (1961–1990) | Dữ liệu khí hậu của Raga (1961–1990) | Dữ liệu khí hậu của Raga (1961–1990) | Dữ liệu khí hậu của Raga (1961–1990) | Dữ liệu khí hậu của Raga (1961–1990) | Dữ liệu khí hậu của Raga (1961–1990) | Dữ liệu khí hậu của Raga (1961–1990) | Dữ liệu khí hậu của Raga (1961–1990) | Dữ liệu khí hậu của Raga (1961–1990) | Dữ liệu khí hậu của Raga (1961–1990) | Dữ liệu khí hậu của Raga (1961–1990) | Dữ liệu khí hậu của Raga (1961–1990) | Dữ liệu khí hậu của Raga (1961–1990) |
| Tháng                                    | 1                                    | 2                                    | 3                                    | 4                                    | 5                                    | 6                                    | 7                                    | 8                                    | 9                                    | 10                                   | 11                                   | 12                                   | Năm                                  |
| ---------------------------------------- | ------------------------------------ | ------------------------------------ | ------------------------------------ | ------------------------------------ | ------------------------------------ | ------------------------------------ | ------------------------------------ | ------------------------------------ | ------------------------------------ | ------------------------------------ | ------------------------------------ | ------------------------------------ | ------------------------------------ |
| Cao kỉ lục °C (°F)                       | 40.6 (105.1)                         | 41.6 (106.9)                         | 43.7 (110.7)                         | 42.7 (108.9)                         | 41.5 (106.7)                         | 39.0 (102.2)                         | 36.7 (98.1)                          | 36.2 (97.2)                          | 36.4 (97.5)                          | 38.2 (100.8)                         | 38.7 (101.7)                         | 40.3 (104.5)                         | 43.7 (110.7)                         |
| Trung bình ngày tối đa °C (°F)           | 34.2 (93.6)                          | 35.8 (96.4)                          | 37.3 (99.1)                          | 37.5 (99.5)                          | 35.1 (95.2)                          | 32.5 (90.5)                          | 30.7 (87.3)                          | 30.8 (87.4)                          | 31.8 (89.2)                          | 33.2 (91.8)                          | 34.6 (94.3)                          | 34.2 (93.6)                          | 34.0 (93.2)                          |
| Trung bình ngày °C (°F)                  | 22.1 (71.8)                          | 24.8 (76.6)                          | 28.0 (82.4)                          | 29.3 (84.7)                          | 28.7 (83.7)                          | 26.5 (79.7)                          | 25.7 (78.3)                          | 25.7 (78.3)                          | 26.1 (79.0)                          | 26.4 (79.5)                          | 25.0 (77.0)                          | 23.2 (73.8)                          | 26.0 (78.8)                          |
| Tối thiểu trung bình ngày °C (°F)        | 11.6 (52.9)                          | 13.8 (56.8)                          | 18.7 (65.7)                          | 21.0 (69.8)                          | 22.2 (72.0)                          | 20.6 (69.1)                          | 20.6 (69.1)                          | 20.5 (68.9)                          | 20.3 (68.5)                          | 19.6 (67.3)                          | 15.4 (59.7)                          | 12.2 (54.0)                          | 18.0 (64.4)                          |
| Thấp kỉ lục °C (°F)                      | 4.2 (39.6)                           | 7.5 (45.5)                           | 10.4 (50.7)                          | 11.0 (51.8)                          | 17.2 (63.0)                          | 17.3 (63.1)                          | 17.1 (62.8)                          | 17.8 (64.0)                          | 17.3 (63.1)                          | 11.0 (51.8)                          | 7.5 (45.5)                           | 3.6 (38.5)                           | 3.6 (38.5)                           |
| Lượng Giáng thủy trung bình mm (inches)  | 0.5 (0.02)                           | 1.6 (0.06)                           | 19.7 (0.78)                          | 48.8 (1.92)                          | 123.4 (4.86)                         | 167.1 (6.58)                         | 227.4 (8.95)                         | 254.9 (10.04)                        | 176.0 (6.93)                         | 84.4 (3.32)                          | 37.8 (1.49)                          | 0.0 (0.0)                            | 1.141,6 (44.94)                      |
| Số ngày giáng thủy trung bình (≥ 0.1 mm) | 0.1                                  | 0.5                                  | 1.9                                  | 4.8                                  | 10.3                                 | 11.1                                 | 15.1                                 | 16.1                                 | 12.7                                 | 7.8                                  | 0.7                                  | 0.0                                  | 81.1                                 |
| Độ ẩm tương đối trung bình (%)           | 32                                   | 33                                   | 39                                   | 50                                   | 65                                   | 71                                   | 75                                   | 75                                   | 71                                   | 61                                   | 44                                   | 37                                   | 54.4                                 |
| Số giờ nắng trung bình tháng             | 300.7                                | 263.2                                | 254.2                                | 249.0                                | 241.8                                | 207.0                                | 189.1                                | 207.7                                | 207.0                                | 235.6                                | 273.0                                | 313.1                                | 2.941,4                              |
| Phần trăm nắng có thể                    | 83                                   | 80                                   | 69                                   | 67                                   | 62                                   | 56                                   | 49                                   | 52                                   | 76                                   | 63                                   | 77                                   | 86                                   | 68                                   |
| Nguồn 1: NOAA                            |                                      |                                      |                                      |                                      |                                      |                                      |                                      |                                      |                                      |                                      |                                      |                                      |                                      |
| Nguồn 2: Climate Charts                  |                                      |                                      |                                      |                                      |                                      |                                      |                                      |                                      |                                      |                                      |                                      |                                      |                                      |

## Giao thông
Từ Raga, con đường chính về phía bắc (B41) dẫn đến Al Murrah ở Sudan. Tuyến B41-Nam dẫn đến Wau, thủ phủ bang Tây Bahr el Ghazal. Raga cũng có một sân bay nhỏ.